# Obwód Szczuczyn Armii Krajowej
Obwód Szczuczyn – jednostka terytorialna Związku Walki Zbrojnej, a następnie Armii Krajowej. 
Operowała na terenie powiatu szczuczyńskiego. Nosiła kryptonim „Łąka”.
W 1944 podlegał bezpośrednio komendzie Okręgu Nowogródek.
Obwód Szczuczyn wchodził wraz z Obwodem Lida i Obwodem Wołożyn w skład Inspektoratu Rejonowego Północnego Okręgu Nowogródek.
Komendantem Obwodu był ppor. Kazimierz Krzywicki ps. „Wiesław”.